# Vasúti lexikon
A Vasúti lexikon a Műszaki Könyvkiadónál 1984-ben megjelent szaklexikon, amelynek főszerkesztője az akkori közlekedési miniszter, Urbán Lajos, felelős szerkesztője pedig Nagyné Baka Gabriella okleveles gépészmérnök volt.

## Terjedelme
Ívterjedelme 89,75 A/5, oldalszám: 826, ábrák száma: 722

## ISBN
ISBN 963-10-5775-5

## Előzményei
Magyar nyelven 1879-ben jelent meg az első, hasonló jellegű, 30 oldal terjedelmű kiadvány, a "Magyar Vasúti Lexikon" amelynek szerkesztője Wührl Jákó volt. Ezt az úttörő jellegű munkát követte 1911-ben a Rév Lajos szerkesztette "Kézi lexikon", amelyet kifejezetten vasúti mérnökök számára állítottak össze útmutatóként az építési, átalakítási és pályafenntartási munkák végrehajtásához illetve a pályafelügyelethez.

## A Vasúti lexikon
A lexikon előszavát Urbán Lajos jegyezte. Kiemelte, hogy a mintegy 8000 fogalmat magába foglaló lexikon összeállításánál részben a szakmai ismeretek terjesztése volt a cél, részben pedig a törekvés arra, hogy a mai korszerű vasút fogalmai egyértelműen meghatározásra kerüljenek.

## A témafelelős szerkesztők
- Csárádi János
- Dobrocsi Ferenc
- Egri István
- Juhász Miklós
- Kummer István [posztumusz]
- Maráz Béla
- Pál József
- Urbán Sándor
- Várkonyi László dr.
- Veress István